# Mary Biddinger
Mary Biddinger, née le 14 mai 1974 à Fremont (Californie), est une poétesse, éditrice et universitaire américaine.
Mary Biddinger est l'autrice des recueils de poésie Prairie Fever (Steel Toe Books, 2007), Saint Monica (Black Lawrence Press, 2011), O Holy Insurgency (Black Lawrence Press, 2013), et Un endroit ensoleillé avec une eau adéquate (Black Lawrence Press, 2014).
Ses poèmes ont paru dans de nombreux magazines littéraires, y compris Copper Nickel, Crazyhorse, Guernica, Gulf Coast, The Iowa Review, 32 poèmes, Neuvième lettre, North American Review, Socs de charrue,. Elle est récipiendaire d'une bourse de recherche en écriture créative 2015 du National Endowment for the Arts en poésie[réf. nécessaire].

## Biographie
Mary Biddinger a obtenu un baccalauréat spécialisé en anglais avec une sous-concentration en écriture créative de l'Université du Michigan. Elle est également titulaire d'une maîtrise en poésie de la Bowling Green State University et d'un doctorat. En anglais avec une thèse de création de l'Université d'Illinois à Chicago.
Elle est professeur au Département d'anglais de l'Université d'Akron et a été directrice du programme NEOMFA : Northeast Ohio Master of Fine Arts in Creative Writing de 2009 à 2012.
Elle est l'éditrice de la série Akron en poésie, qui parraine le prix annuel de poésie Akron et publie trois recueils de poésie chaque année. Biddinger est également co-éditrice, avec John Gallaher, de la série Akron en poétique contemporaine à l'Université d'Akron Press. Le premier volume, intitulé The Monkey and the Wrench : Essays into Contemporary Poetics, a été publié en janvier 2011.
En 2007, elle fonde Barn Owl Review, un magazine littéraire indépendant publié à Akron, Ohio.

## Récompenses
- National Endowment for the Arts Creative Writing Fellowship in Poetry (2015)[réf. nécessaire]
- Deux prix d'excellence pour la créativité individuelle du Conseil des arts de l'Ohio[8]
- Prix littéraire du Conseil des arts de l'Illinois (2005)[réf. nécessaire]
- Prix du service du Buchtel College of Arts and Sciences (2008)[réf. nécessaire]

## Œuvres
- Prairie Fever, Livres Steel Toe, 2007[9]
- Saint Monica, Black Lawrence Press, 2011.
- (en) O Holy Insurgency, Black Lawrence Press, 2013 (ISBN 978-1-937854-20-1, lire en ligne)[10]
- (en) A Sunny Place with Adequate Water, Black Lawrence Press, 2014 (ISBN 978-1-62557-908-9, lire en ligne)
- (en) Small Enterprise, Black Lawrence Press, 2015 (ISBN 978-1-62557-925-6, lire en ligne)[11]
- The Czar, Black Lawrence Press, 2016[12]
- Partial Genius, Black Lawrence Press, août 2019
- (en) Mary Biddinger et John Gallaher, The Monkey & the Wrench: Essays Into Contemporary Poetics, University of Akron Press, 2011 (ISBN 978-1-931968-91-1, 978-1-935603-52-8 et 978-1-931968-91-1, OCLC 708565045, lire en ligne).